# Екстатичні культи
Екстатичні культи — духовні і подібні практики, в яких основою є досягнення екстазу. На відміну від проповідницьких, екстатичні секти мають міцною організацію, покликану тримати членів секти в постійному підпорядкуванні. Особливістю сект цього типу є те, що їх члени доводять себе до релігійного екстазу, на ґрунті якого виникає віра в реальне, відчутне спілкування з Духом Святим, ототожнення екстатичних переживань з діями Святого Духа. Інакше його називають оргіастичний стан (грецька оргія — обряд). Вид екстатичних станів, пов'язаних з відправленням обрядових дій, наприклад, камлання шаманів, пляска дервішів тощо, екстатичні стани, що виникають при здійсненні релігійних обрядових дій в групі одновірців. Стани екстазу виникають значно рідше, якщо такі дії виконуються в келійній обстановці, на самоті. Основні способи досягнення стану — психофізичні вправи, танці, співи, секс, медитація, вживання психоактивних речовин або все разом.

## Сучасні екстатичні секти
Екстатичний культ пов'язаний з прагненням знайти дар харизми кожним членом секти, і тому молитовні зібрання таких сект приймають характер психічного самовиснаження за допомогою особливим чином організованих молінь (радіння, глосолалії тощо), що призводять всіх або більшість їх учасників у стан релігійного екстазу.
До такого роду організацій належать більшість хлистовських сект (божі люди, старий Ізраїль, новий Ізраїль, новохлисти, скопці, постники, тверезники (непитущі), дівичі тощо), малеванці, молокани-стрибуни, молокани-перехрещенці, молокани-максімісти, ряд сект старообрядців-безпопівців, більшість християн євангельської віри — п'ятидесятників, деякі православні секти (іоанніти, Інокентіївці).
Специфічним відзнакою хлистовських сект від усіх інших є своєрідні молитовні зібрання, що отримали назву радінь. Влаштовуються вони в ніч під неділю або один з релігійних свят в будинку сектанта. Молитовне зібрання починається з співу спеціальних пісень (кантів). Потім читається і тлумачиться священне писання. Кормщик виголошує проповідь. Віруючі сповідаються пророку або богородиці, причащаються білим хлібом, сухариками. Після всіх традиційних ритуалів опівночі починається саме радіння.

## Екстаз в релігійних практиках світу
Екстатичні культи супроводжують і є невід'ємною частиною світової релігійної історії. Серед стародавніх екстатичних культів можна вказати на малоазійський за походженням культ Аттіса і великої Матері богині Кібели, який в кінці III ст. до н. е. придбав державний статус в Римській республіці. З цим культом пов'язані найжорстокіші форми одержимості (масове самооскоплення адептів). Містерії сирійської богині  Астарти, які проходили навесні в місті Ієраполіс, відрізнялися не меншою силою релігійного екстазу. За силою екстатичного стану виділявся і культ Діоніса-Сабазія, малоазійського бога, здавна ототожнюється з богом виноробства Діонісом. В елліністичну епоху він набув крайніх оргіастичних форм.
Релігійний екстаз проявлявся і у святі богині столиці нижньоєгипетского нома Бубатіс — Бастет, культ якої був поширений по всьому Єгипту.
Вона зображалася у вигляді кішки або жінки з котячою головою. У класичній Греції (V—IV ст. До н. Е..) В містечку Елевсіні неподалік від Афін відбувалися екстатичні містерії на честь двох богинь, Деметри та її доньки Кори, викраденої богом загробного світу Плутоном. Важливо відзначити, що техніка введення в екстатичний стан використовувала світлові ефекти. Факелоносець займав у Елевсінській ієрархії почесне друге місце. Учасники таїнств, причащалися напоєм іменованим кікеон. який містив препарат ріжків, що містить інгредієнти близькі за хімічним складом до сильнодіючого наркотику ЛСД-25 (див. [Гроф, 1993, с. 469]). Отже, вживання цього напою направлено використовувалося в Елевсінських містеріях для досягнення ефекту зміненого стану свідомості. Ймовірно саме під прямим впливом галюциногенів, згідно філософу-неоплатонику Проклу, їх учасникам являлись бачення «невимовних образів». Подібні свідчення про вакхічні діонісійські таїнства є у Філона Александрійського. У Стародавньому Римі поширилась традиція приурочувати оргії до основних свят, особливо на честь жіночих божеств Бона Деа, Венери, Діани та ін.